# Katherine Clark

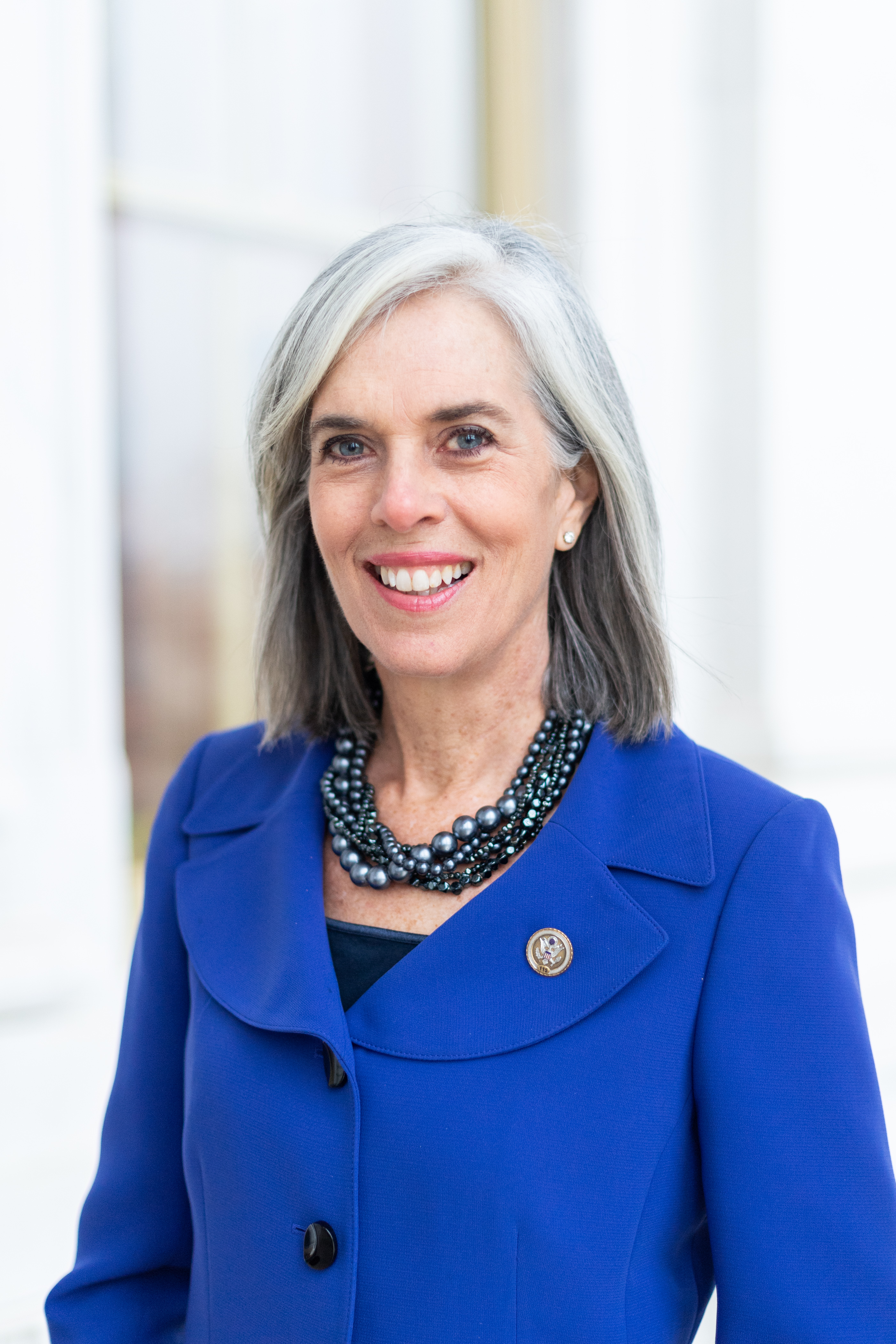
Katherine Clark (2018)

Katherine Marlea Clark (* 17. Juli 1963 in New Haven, Connecticut) ist eine US-amerikanische Politikerin der Demokratischen Partei. Seit 2013 vertritt sie den fünften Distrikt des Bundesstaats Massachusetts im US-Repräsentantenhaus. Sie war von 2021 bis 2023 stellvertretende Sprecherin des Repräsentantenhauses. Seit 2023 ist sie House Minority Whip der Demokraten.

## Werdegang
Katherine Clark besuchte die öffentlichen Schulen ihrer Heimat und studierte danach an der St. Lawrence University und machte 1985 dort ihren Abschluss. Nach einem anschließenden Jurastudium an der Cornell Law School und ihrer Zulassung als Rechtsanwältin begann sie in Connecticut in diesem Beruf zu arbeiten. Außerdem studierte sie an der zur Harvard University gehörenden Kennedy School of Government und 1983 an einer Hochschule in Nagoya (Japan). Sie hat Abschlüsse als Bachelor of Arts, als Master of Arts sowie als Juris Doctor (J.D.). Später praktizierte sie für einige Zeit als Anwältin in Chicago. Dann zog sie nach Colorado, wo sie erst für einen Bundesrichter und danach für die Vereinigung der Bezirksstaatsanwälte dieses Staates arbeitete. Zwischen 1991 und 1993 war sie Staatsanwältin im Büro des Attorney General von Colorado. Seit 1995 ist sie in Massachusetts ansässig, wo sie zunächst als Beraterin für das State Office of Child Care Services arbeitete.
Sie lebt mit ihrem Mann Rodney in Revere (Massachusetts); das Paar hat drei gemeinsame Kinder.

## Politik

### Staat Massachusetts
Politisch schloss sie sich der Demokratischen Partei an. Im Jahr 2001 wurde sie Mitglied im Schulausschuss der Stadt Melrose, wohin sie in diesem Jahr gezogen war. 2005 wurde sie Vorsitzende dieses Gremiums, dem sie bis 2007 angehörte. 2004 war sie mit einer Kandidatur für den Senat von Massachusetts gescheitert. Von 2008 bis 2010 saß sie im Repräsentantenhaus von Massachusetts; zwischen 2010 und 2013 gehörte sie dann dem Staatssenat an. In beiden Kammern war sie Mitglied mehrerer Ausschüsse.

### Bundeswahlen
Nach dem Rücktritt des Abgeordneten Edward „Ed“ John Markey, der in den US-Senat wechselte, wurde Katherine Clark bei der notwendigen Nachwahl am 10. Dezember 2013 im fünften Wahlbezirk von Massachusetts als dessen Nachfolgerin in den Kongress gewählt. Sie setzte sich mit 66 zu 32 Prozent der Stimmen gegen den Republikaner Frank Addivinola durch und trat ihr neues Mandat am 12. Dezember 2013 an. Nach bisher fünf Wiederwahlen in den Jahren 2014 bis 2022 kann sie ihr Amt bis heute ausüben. Ihre aktuelle Legislaturperiode im Repräsentantenhaus des 118. Kongresses läuft bis zum 3. Januar 2025.[veraltet]
In der demokratischen Fraktion stieg Clark schnell auf, so war sie vom 3. Januar 2019 bis zum 3. Januar 2021 die Vize-Vorsitzende der demokratischen Fraktion, das sechsthöchste Amt der Demokraten. In diesem Amt folgte ihr Pete Aguilar nach, den sie 2018 bei ihrer Wahl noch besiegt hatte. Ab dem 3. Januar 2021 war sie als Nachfolgerin von Ben R. Luján Assistant Speaker of the United States House of Representatives, somit die vierthöchste Demokratin im Haus und eine Vertraute von Nancy Pelosi, die diese Position erst 2018 einführte. Nach den Wahlen 2022 wurde sie ab dem 3. Januar 2023 in die Position als House Minority Whip gewählt und folgte in dieser Funktion Jim Clyburn nach. Damit stieg sie in die zweithöchste Position der Demokraten im Repräsentantenhaus auf. Bei der Wahl 2024 hatte Clark weder in der Vorwahl noch in der Hauptwahl einen Gegenkandidaten.